# Ентоні Дорр
Ентоні Дорр (англ. Anthony Doerr; нар. 1973, Клівленд) — американський письменник, автор романів і коротких оповідань, володар Пулітцерівської премії за роман «Все те незриме світло».

## Життєпис
Ентоні Дорр народився і виріс в Клівленді, штат Огайо. Навчався в школі при університеті, яку закінчив у 1991 році. У Боудін-коледжі майбутній письменник спеціалізувався на історії. Закінчивши коледж у 1995 році, Дорр вступив до університету Боулінг Грін, який закінчив в 1995 році, отримавши ступінь магістр з образотворчого мистецтва (MFA).
Дорр одружений, має двоє синів-близнюків. Мешкає в місті Бойсе, штат Айдахо.

### Романи
- Про Ґрейс (2004) ISBN 978-0-7432-6182-1
- Все те незриме світло (2014) ISBN 1476746583 (український переклад видано КСД у 2015 році ISBN 978-966-14-9637-7)

### Збірки оповідань
- Збирач мушель (2002)[7] ISBN 1439190054
- Стіна Пам'яті (2010) ISBN 978-1-4391-8280-2

### Мемуари
- Чотири сезони в Римі: Про близнят, безсонню і найбільший похорон в історії світу[8] (2007) ISBN 978-1-4165-4001-4

## Ланки
- Офіційний сайт (англ.)
- Все те незриме світло. Опис і відео огляд. ВсіКниги. Архів оригіналу за 29 лютого 2016. Процитовано 17 лютого 2016.
- Video: The Story Prize reading with Yiyun Li and Suzanne Rivecca. March 2, 2011. (англ.)
- Best Selling Books by Anthony Doerr from Local Library [Архівовано 27 серпня 2016 у Wayback Machine.] (англ.)